# Irpień (rzeka)
Irpień (ukr. Ірпінь, Irpiń), w dawnych kronikach także Rpeń, Orpeń, Pierna – rzeka na Ukrainie, prawy dopływ Dniepru. Ma 162 km w długości i płynie przez miasto Irpień. Wpada obecnie nie bezpośrednio do Dniepru, a do Zbiornika Kijowskiego, utworzonego na potrzeby kijowskiej elektrowni wodnej. W ten sposób wody Irpienia pompowane są na 6,57 metrów powyżej poziomu naturalnego.
Rzeka wymieniana jest w kronikach w związku z kilkoma wydarzeniami historycznymi, takimi jak np. bitwa nad Irpieniem (1321), w wyniku której Giedymin, pobiwszy Stanisława kijowskiego, stał się władcą późniejszej Ukrainy Nadnieprzańskiej.
Od zawarcia traktatu Grzymułtowskiego (1686) do II rozbioru Polski (1793) Irpieniem biegł odcinek granicy polsko-rosyjskiej.

Ponad drogą Irpień płynie
Za Irpieniem wał wzniesiony
A za wałem oko ginie
I kijowskie słychać dzwony
...A kto wszystko za kraj stracił
Kto Ojczyźnie służył szczérze
Ten spokojny na Sybirze
Bo część długu już odpłacił